# Apostema
Apostema là một chi bướm đêm thuộc họ Noctuidae.